# Sessions@AOL (EP de Amy Winehouse)
Sessions@AOL es el primer extended play de la cantante británica Amy Winehouse lanzado 1 de junio de 2004.

## Lista de canciones
| N.º | Título                              | Escritor(es) | Producer(s) | Duración |  |
| 1.  | «Know You Now (Live)»               |              |             | 3:44     |  |
| 2.  | «Stronger Than Me (Live)»           |              |             | 4:16     |  |
| 3.  | «You Sent Me Flying (Live)»         |              |             | 5:59     |  |
| 4.  | «I Heard Love Is Blind (Live)»      |              |             | 3:40     |  |
| 5.  | «(There Is) No Greater Love (Live)» |              |             | 2:49     |  |
| 6.  | «In My Bed (Live)»                  |              |             | 4:33     |  |